# Ralph Timmermann
Ralph Timmermann (geboren am 30. September 1959 in Bonn) ist ein deutscher Diplomat.

## Leben
Timmermann begann nach dem Abitur 1978 ein Studium der Volkswirtschaftslehre an der Christian-Albrechts-Universität zu Kiel sowie der Universität Hamburg, das er 1983 als Diplom-Volkswirt abschloss. Zwischenzeitlich absolvierte er auch mit Unterstützung durch ein Stipendium des Deutschen Akademischen Austauschdienstes (DAAD) einen Studienaufenthalt an der London School of Economics and Political Science.
1988 begann er den Vorbereitungsdienst für den höheren Auswärtigen Dienst und trat nach dessen Abschluss 1989 in das Auswärtige Amt ein. Zunächst war er als Legationsrat Länderreferent im Referat für Lateinamerika der Politischen Abteilung 3 des Auswärtigen Amtes und im Anschluss von 1990 bis 1993 Kulturreferent am Generalkonsulat in Istanbul, ehe im Anschluss zwischen 1993 und 1995 Länderreferent in der Afrikaabteilung des Auswärtigen Amtes war. Nach einer Verwendung von 1995 bis 1998 als Presse- und Politischer Referent am Generalkonsulat in São Paulo fungierte er zwischen 1998 und 2002 als Ständiger Vertreter des Botschafters in Angola.
2002 kehrte Timmermann ins Auswärtige Amt nach Berlin zurück und war dort von 2003 bis 2007 als Vortragender Legationsrat Stellvertretender Leiter des Referates für Wirtschafts- und Entwicklungsfragen der Vereinten Nationen sowie im Anschluss zwischen 2007 und 2010 zunächst Ständiger Vertreter des Botschafters in Myanmar und danach von 2010 bis 2013 Ständiger Vertreter des Botschafters in den Philippinen.
Am 1. September 2013 wurde Timmermann Botschafter in Liberia und damit Nachfolger von Bodo Schaff. In dieser Funktion besuchte er zusammen mit dem Sonderbeauftragten der Bundesregierung für Ebola, Walter Johannes Lindner, Einrichtungen des DRK und der Bundeswehr. 2016 wurde er von Hubert Jäger abgelöst.
Nach drei Jahren im Auswärtigen Amt, als Referatsleiter für Ostafrika, ging Timmermann im September 2019 als Botschafter nach Äquatorialguinea. Am 1. Juli 2021 trat er seinen Dienst als deutscher Botschafter in Malawi an, wo ihm im September 2023 Uta König nachfolgte.

## Weblink
Lebenslauf Ralph Timmermann. In: Deutsche Botschaft Lilongwe. Auswärtiges AMt, archiviert vom Original (nicht mehr online verfügbar) am 27. Juni 2022; abgerufen am 25. Januar 2024.